# Sminthopsis dolichura
Sminthopsis dolichura é uma espécie de marsupial da família Dasyuridae.
- Nome Científico: Sminthopsis dolichura (Kitchener, Stoddart e Henry, 1984)

## Características
A parte superior é cinza e o ventre é branco, possui um anel preto em volta dos olhos. A cauda é longa e fina e maior que o corpo. Mede cerca de 6–9 cm de comprimento e a cauda mede de 8–10 cm. O peso varia entre 10-20 gramas;

## Hábitos alimentares
Esta espécie vive no chão, é noturna e se alimentam de insetos, anfíbios e pequenos répteis;

## Habitat
Vivem em vegetação seca e aberta;

## Características de reprodução
Produzem entre Março e Agosto, as fêmeas tem ninhadas de até 8 filhotes;

## Distribuição Geográfica
Leste do Porto Augusta, Austrália Meridional e leste de Geraldton, Austrália Ocidental;